# Hofbräukeller

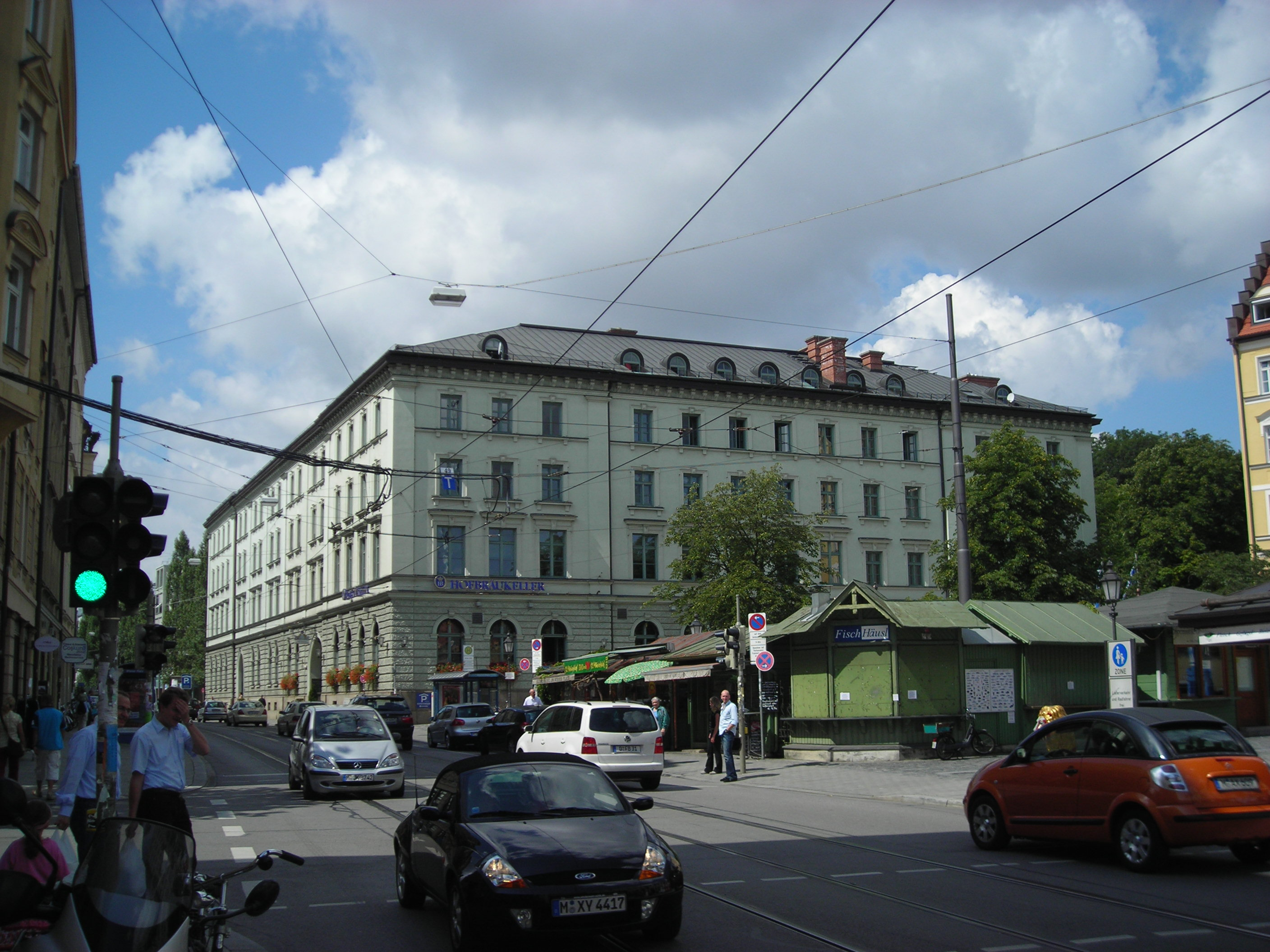
Der Hofbräukeller an der Inneren Wiener Straße und am Wiener Markt

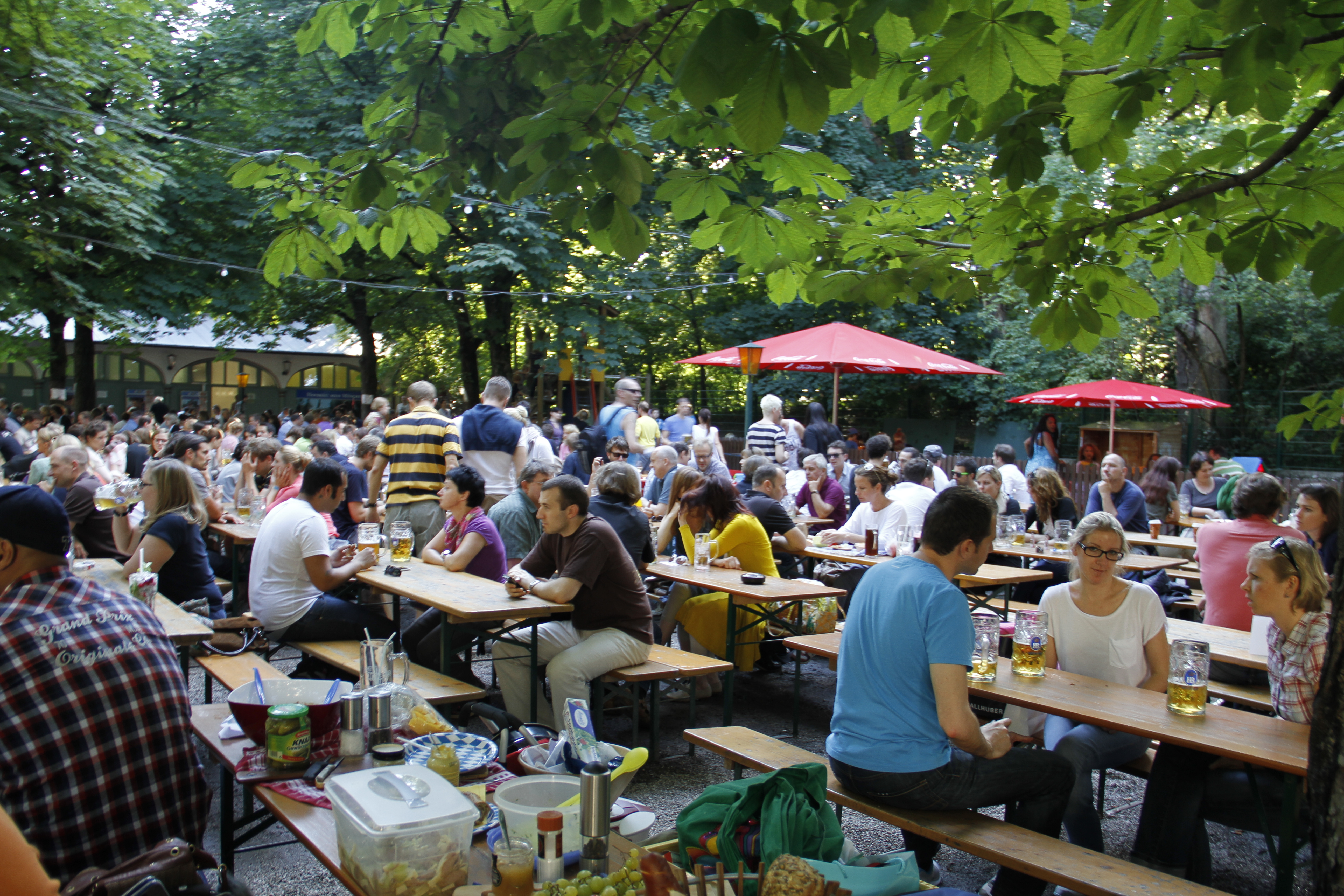
Der Biergarten des Hofbräukellers, 2012

Der Hofbräukeller in München ist ein großes denkmalgeschütztes Gebäude im Eigentum der Brauerei Staatliches Hofbräuhaus.

## Lage
Das Bauwerk befindet sich im Münchner Stadtteil Haidhausen am Wiener Platz. Es befindet sich an der Inneren Wiener Straße.

## Gebäude
Das derzeit hellgrün gestrichene Gebäude im Architekturstil der Neorenaissance ist Ende des 19. Jahrhunderts erbaut worden. Das Gebäude ist heute Teil der Bayerischen Denkmalliste. An der Gebäuderückseite befindet sich ein Biergarten mit hölzernen Arkaden, die während der Nutzung als Brauerei als Stallungen für Pferde dienten.

## Geschichte

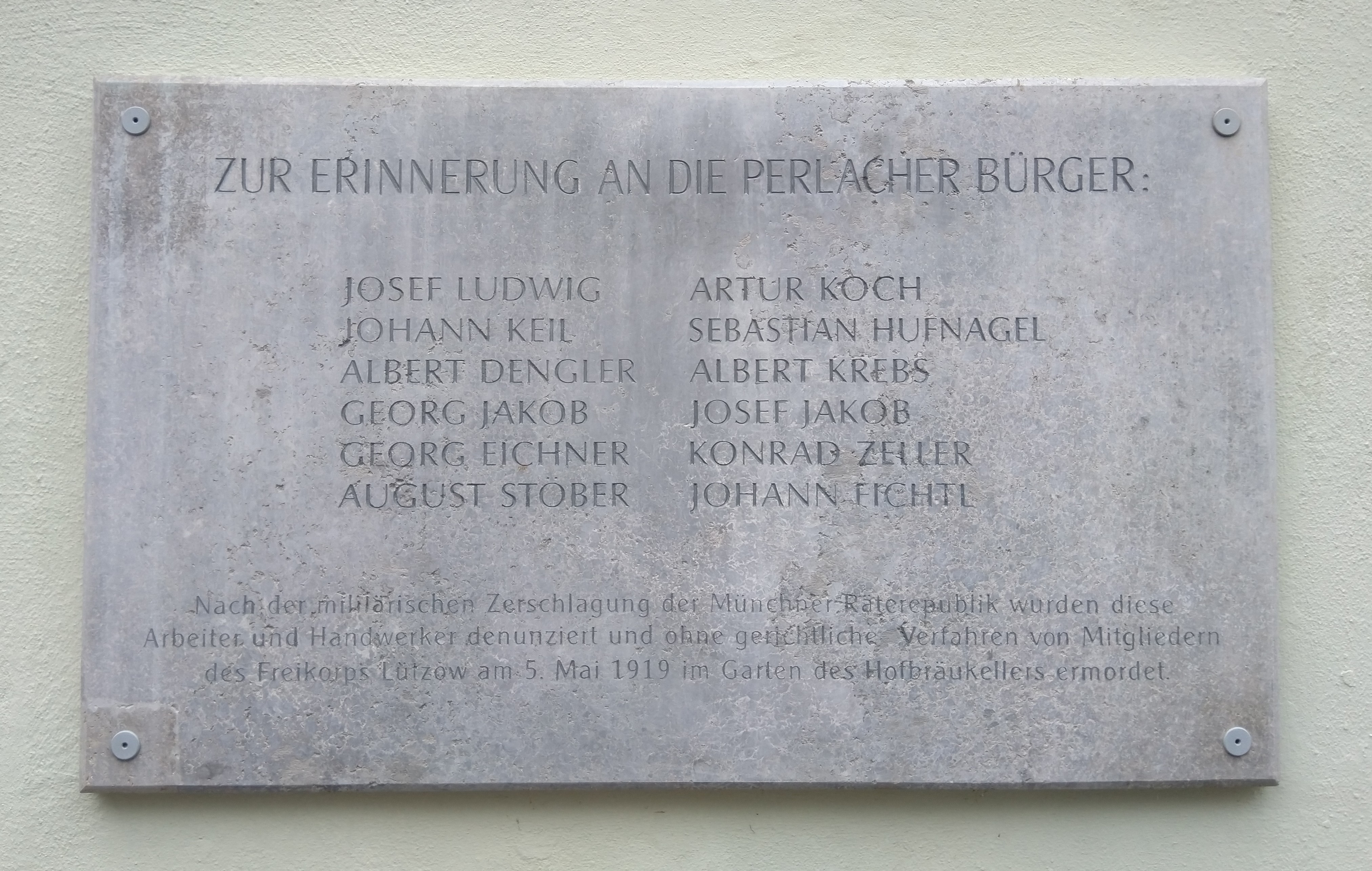
Gedenktafel am Eingang zum Biergarten

Die Gegend um den Gasteig in Haidhausen, in der der Hofbräukeller an der Stelle älterer Keller erbaut wurde, war zu jener Zeit das Zentrum der Brauereien und Bierkeller. Als die Brauerei des Hofbräuhauses am Platzl nicht mehr ausreichte, wurde der Braubetrieb nach Haidhausen ausgelagert; von 1896 bis 1988 befand sich die Produktionsstätte der Brauerei Hofbräu hier an der Inneren Wiener Straße.
Nach Zerschlagung der Münchner Räterepublik wurden am 5. Mai 1919 im Gastgarten zuvor denunzierte, unbescholtene Perlacher Bürger durch Freikorpsangehörige erschossen. Eine Gedenktafel am nordöstlichen Eingang zum Biergarten erinnert heute an die Opfer. Der nachmalige deutsche Diktator Adolf Hitler hielt seine erste parteipolitische Rede am 16. Oktober 1919 im Hofbräukeller, deren Verlauf er in seinem berüchtigten Buch Mein Kampf darstellte; auch danach war der Hofbräukeller oft Schauplatz politisch rechter Veranstaltungen.
Am 6. April 1987 brannte das heute noch bestehende Gebäude aus und wurde in den folgenden Jahren restauriert; die restlichen Brauanlagen entlang der Inneren Wiener Straße blieben unbeschädigt, wurden aber nach Verlegung des Braubetriebs nach München-Riem abgerissen und machten Wohnbauten Platz, die von der Bayerischen Hausbau errichtet wurden. Heute ist das Gebäude des Hofbräukellers neben denen des Unionsbräus der letzte Zeuge der einst in Haidhausen in zahlreichen Betrieben florierenden Brauindustrie.

## Nutzung
In der nordöstlichen Gebäudehälfte befindet sich der gleichnamige Gastronomiebetrieb, seit 1995 an die jetzige Wirtsfamilie Steinberg verpachtet. Es wird bayerische Küche für die meist einheimischen Gäste angeboten. Der Gastraum für reguläre Gäste befindet sich im Erdgeschoss, im ersten Obergeschoss befinden sich zwei Festsäle für bis zu 450 bzw. 120 Gäste. Es gibt 450 Sitzplätze im Lokal im Erdgeschoss sowie 1.750 Sitzplätze im Biergarten im Westen; er grenzt direkt an die Maximiliansanlagen.
Einzigartig ist auch die „Sandbar“, eine Cocktailbar mit Sandstrand im Biergarten des Hofbräukellers.
Im ersten Untergeschoss befindet sich das Tanzlokal „Maratonga“. Im zweiten Untergeschoss werden die Räume vom Münchner Sternekoch Andreas Schweiger als Kochschule genutzt. Bis zum Jahr 2008 fanden Theateraufführungen des ValentinKarlstadt-Theaters statt.
Die südwestliche Gebäudehälfte, die ehemalige Mälzerei, beherbergt Büros verschiedener Firmen.

## Bilder

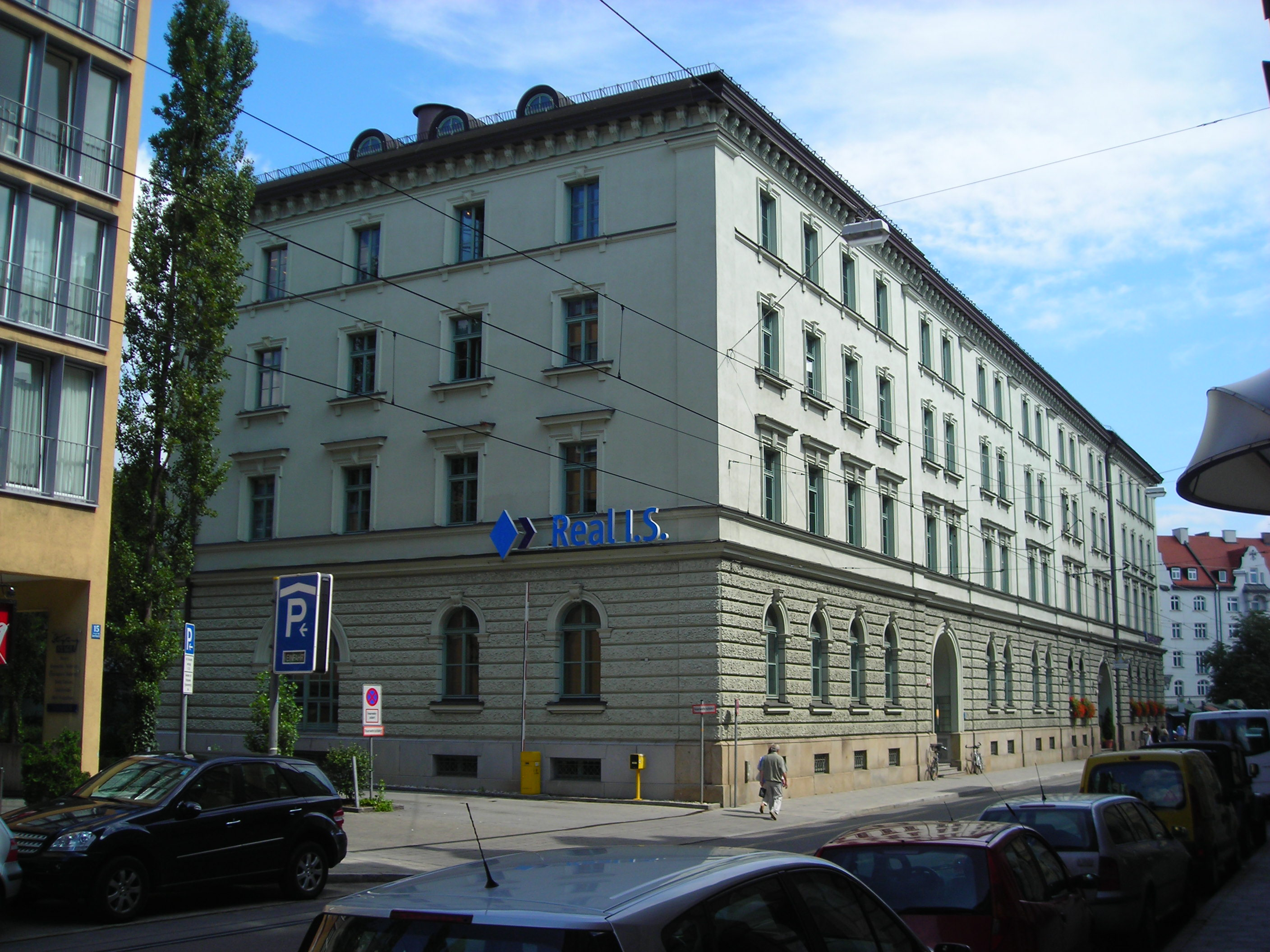
Südwestfassade
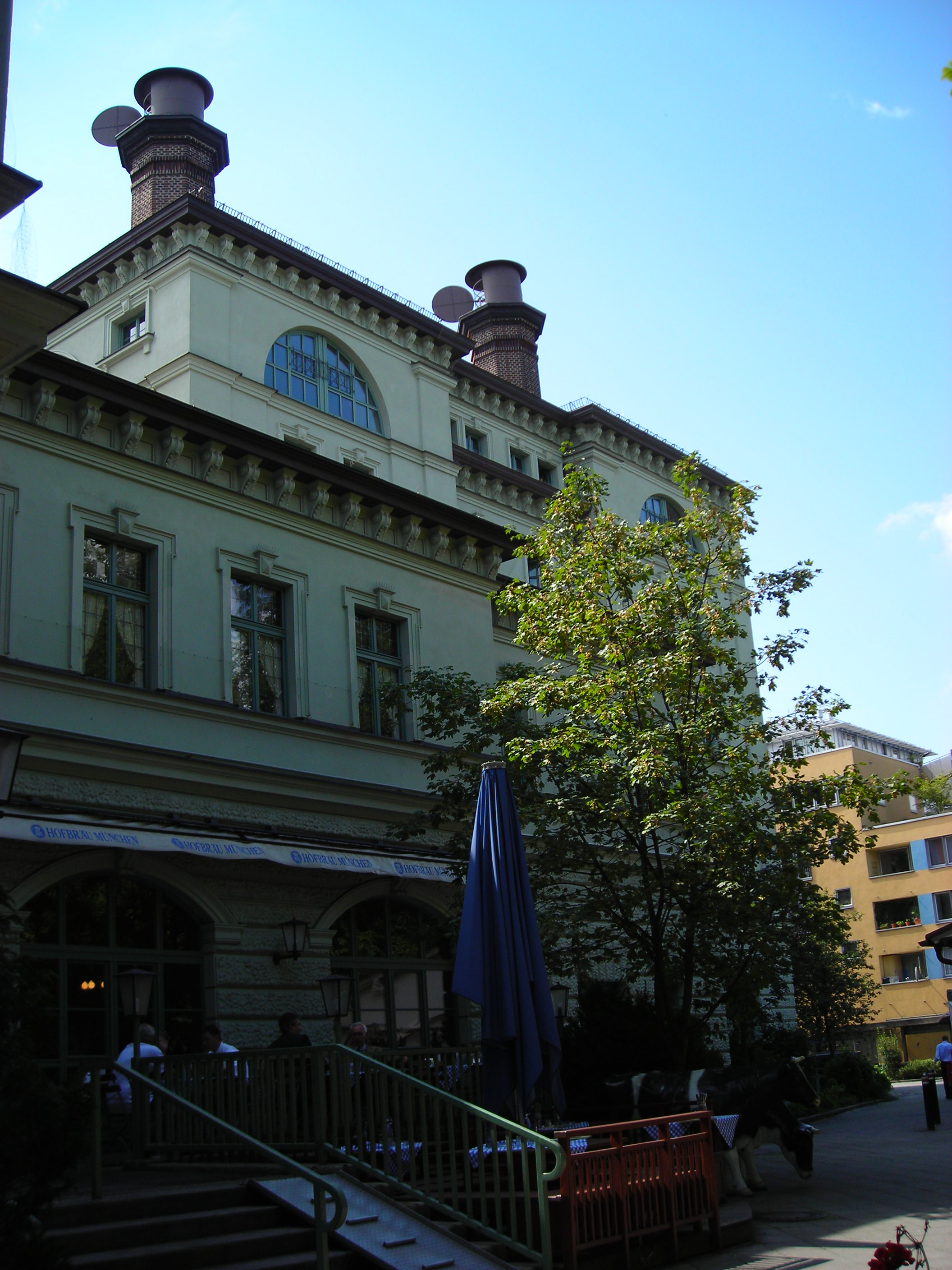
Nordwestfassade
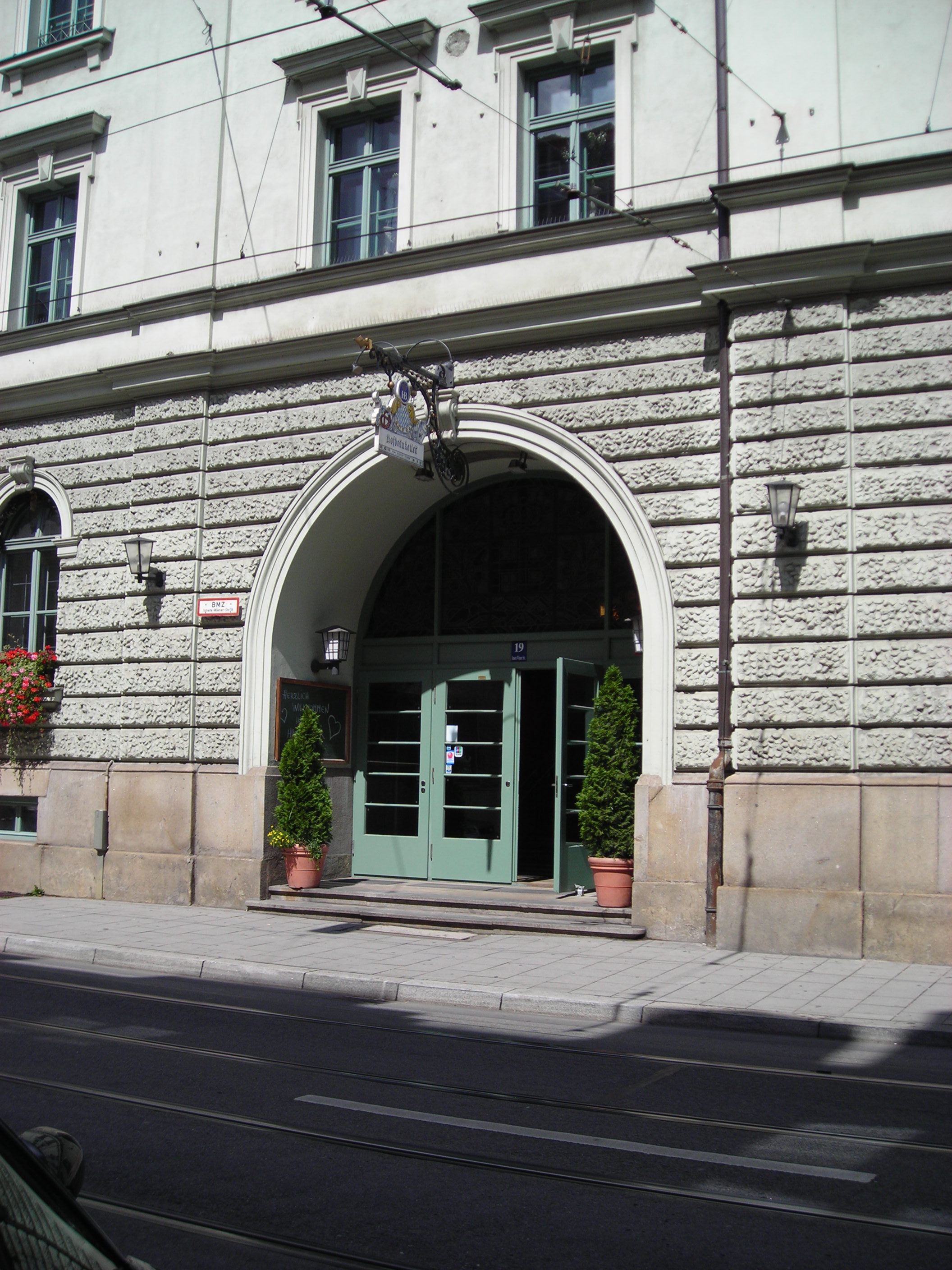
Haupteingang
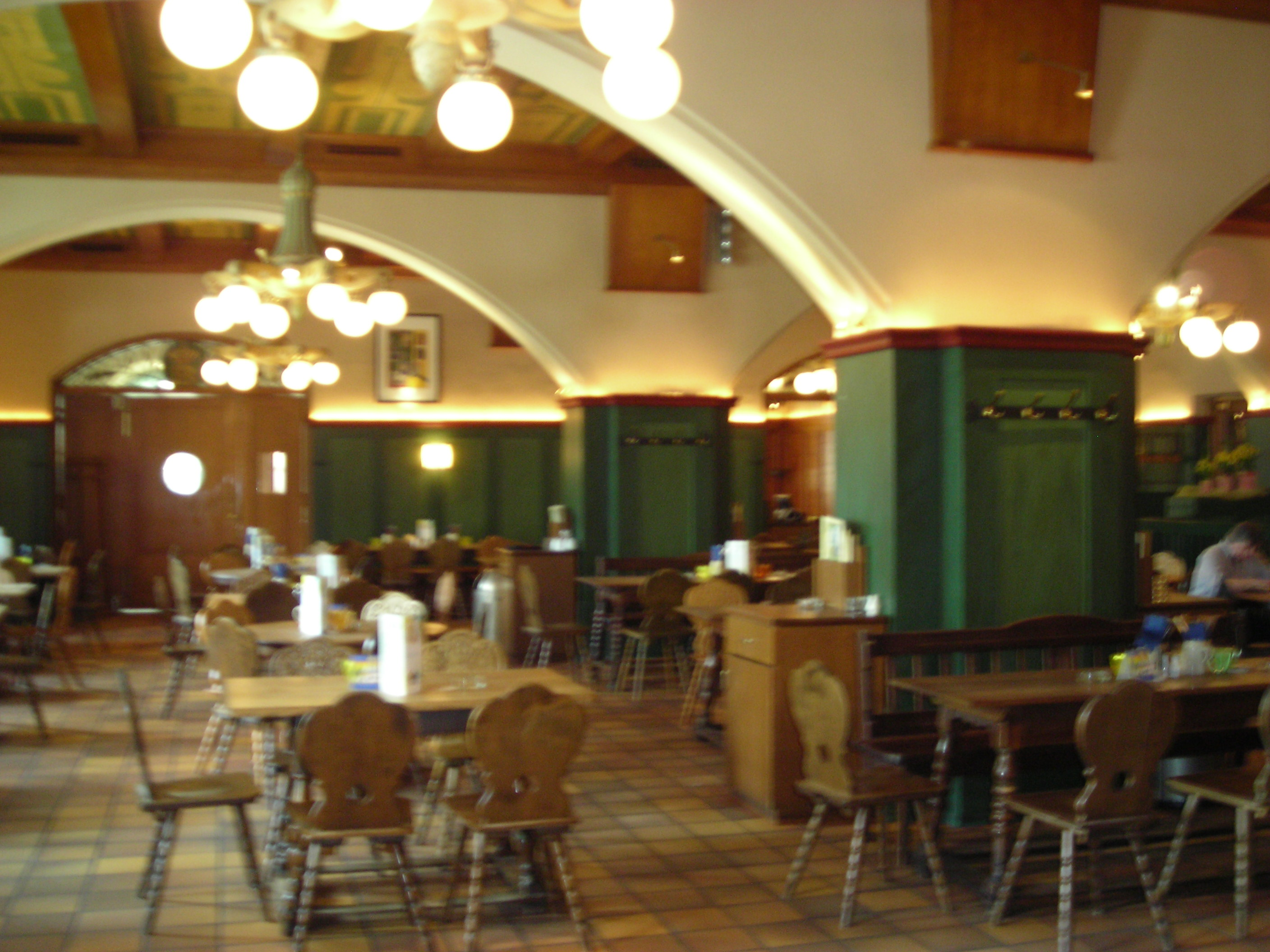
Gastraum